# Oxyaenidae
Oxyaénidés
 (décembre 2018).
Famille
Les Oxyaénidés (Oxyaenidae) sont une famille fossile de mammifères placentaires carnivores. Ils sont rattachés à l'ordre des Créodontes, où ils côtoient la famille des Hyaénodontidés. 
Les Oxyaenidae ont habité l'Amérique du Nord dès le Paléocène supérieur il y a environ 60 Ma (millions d'années), et de façon plus marginale l'Asie et l'Europe au cours de l'Éocène.

## Description physique

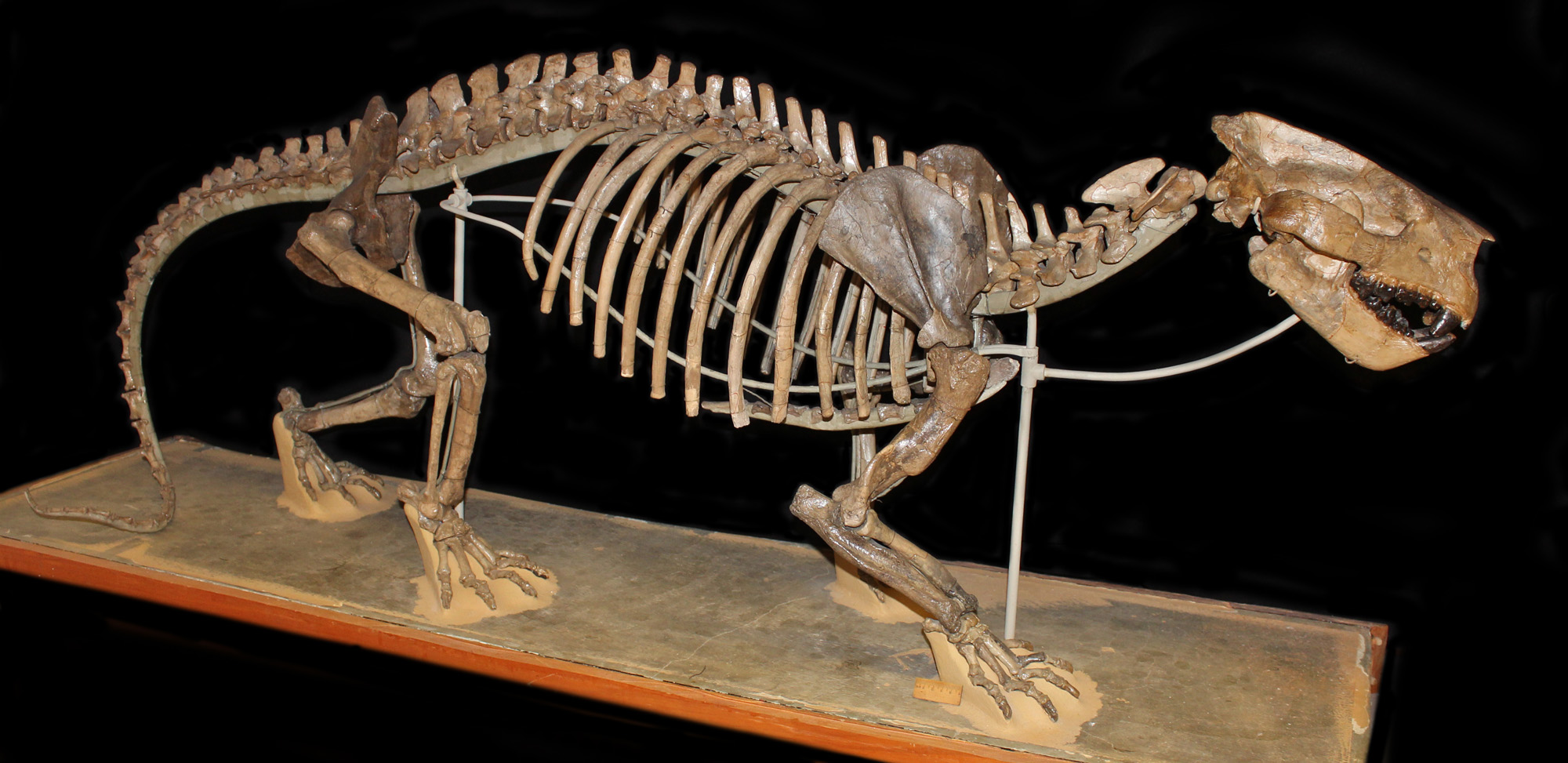
Squelette de Patriofelis au Muséum américain d'histoire naturelle de New York.

Les Oxyaenidae étaient caractérisés par une large mâchoire et un énorme crâne. La première et la deuxième molaires étaient très développées. Ils ressemblaient, quant à la silhouette, à nos mustélidés d'aujourd'hui.

## Taxinomie
- Ordre des CREODONTA (créodontes)
  - Famille des Oxyaenidae
    - Sous-famille des Ambloctoninae
      - Ambloctonus
      - Dipsalodon
      - Dormaalodon
      - Palaeonictis

    - Sous-famille des Oxyaeninae
      - Dipsalidictis
      - Malfelis
      - Oxyaena
      - Patriofelis
      - Protopsalis
      - Sarkastodon

    - Sous-famille des Tytthaeninae
      - Tytthaena

    - ? Sous-famille des Machaeroidinae
      - Apataelurus
      - Machaeroides